# Геллі Беррі
Геллі Марі́я Бе́ррі (англ. Halle Maria Berry, при народженні Марія Геллі Беррі, МФА: [ˈhæli ˈbɛri]; нар. 14 серпня 1966, Клівленд) — американська акторка кіно, телебачення, озвучення, продюсерка, режисерка та модель. Лауреатка премій «Оскар» (2002), «Золотий глобус» (2000) і «Еммі» (2000). Одна з найвисокооплачуваніших акторок у Голлівуді, отримує по $10 мільйонів за фільм. 3 квітня 2007 року удостоєна зірки на Голлівудській алеї слави за значний внесок у кіноіндустрію.

## Життєпис
Марія Геллі Беррі народилася 14 серпня 1966 року в місті Клівленді (штат Огайо, США). Її мати, Джудіт Енн (до шлюбу Говкінс), біла, працювала медсестрою в психіатричній лікарні; батько, Джером Джессі Беррі, чорний, працював там же, пізніше став водієм автобуса. Її бабуся по материнській лінії, Неллі Дікен, була родом з Дербіширу, Англія, дідусь по материнській лінії, Ерл Еллсворт Говкінс, народився в Огайо. Батьки Геллі розлучилися, коли їй було 4 роки, і її разом зі старшою сестрою Гейді (нар. 1964 р.) виховувала виключно мати. Її кузинами є Марк Волберг та Еллен Дедженерес. 
Середнє ім'я, Геллі, вона отримала на честь супермаркету «Halle's Department Store», який пізніше став місцевою пам'яткою у неї на батьківщині в Клівленді. В 1971 році змінила ім'я на Геллі Марія Беррі.  
Беррі закінчила Бедфордську вищу школу (англ. Bedford High School), потім працювала в дитячому відділі супермаркету «Higbee's Department Store». Після цього вона навчалася в Cuyahoga Community College. В школі була редакторкою шкільної газети, президенткою класу і капітанкою групи підтримки місцевої шкільної команди. 
У 1980-х взяла участь у кількох конкурсах краси, вигравши «Miss Teen All-American» у 1985 і «Міс Огайо США» в 1986 рр.. Вона здобула титул «Першої віцеміс США 1986» після «Міс США 1986» Крісті Фічтнер з Техасу. Стала першою афроамериканською представницею США на конкурсі «Міс світу» в 1986 році, фінішувавши на 6-му місці.
У 1989 році під час запису мінісеріалу «Живі ляльки» Беррі впала в кому, і їй діагностували цукровий діабет першого типу.
Беррі розповідала про спробу суїциду.

## Кар'єра
В кінці 1980-х Беррі вирушила до Іллінойсу продовжувати модельну кар'єру, а також пробувати акторську. Однією з перших виконала роль у телесеріалі місцевого кабельного телеканалу «Chicago Force». В 1989 отримала роль Емілі Франклін у мінісеріалі «Живі ляльки» (продовженні іншого серіалу «Хто тут Бос?»). Також мала періодичну роль у «мильній опері» «Тиха пристань».
Прорив здійснила у фільмі Спайка Лі «Тропічна лихоманка», в якому зіграла наркозалежну Вівіан. Вперше виконала роль другого плану в 1991 році у фільмі «Лише бізнес». В 1992 зобразила кар'єристку в романтичній комедії «Бумеранг».
Граючи колишню наркоманку, яка намагається повернути опіку над сином, у фільмі «Справа Ісаї» (1995), Беррі виконала серйознішу роль, ніж її партнерка по фільмуванню Джессіка Ленг. Зіграла Сандру Бічер у фільмі «Біжучи за сонцем» (1996), знятому за мотивами реальної історії, з'явилася разом з Куртом Расселом у бойовику «Наказано знищити». 
З 1996 року Геллі стала представницею компанії «Revlon» терміном на 7 років і продовжила контракт у 2004 році.
В 1998 році Беррі отримала схвальні відгуки критики за роботу у «Булворт», роль інтелігентки, яка стала активісткою і допомогла політику (Воррену Бітті) почати нове життя. Того ж року зіграла співачку Золу Тейлор у біографічній драмі «Чому дурні закохуються». В 1999 році в ще одній біографічній стрічці «Познайомтесь з Дороті Дендрідж» Беррі з'явилася в ролі першої темношкірої жінки, номінованої на «Найкращу акторку» на кінопремії «Оскар». Ця роль отримала кілька нагород, серед яких «Еммі» і «Золотий глобус».
У 2001 році зіграла Летицію Масґроув у фільмі «Бал монстрів». За цю роботу нагороджена Національною радою кінокритиків США і Гільдією кіноакторів США. Голлі Беррі стала першою афроамериканкою, яка отримала «Оскар» за «Найкращу жіночу роль», тоді як її героїня Дороті Дендрідж була першою афроамериканською номінанткою на це звання.

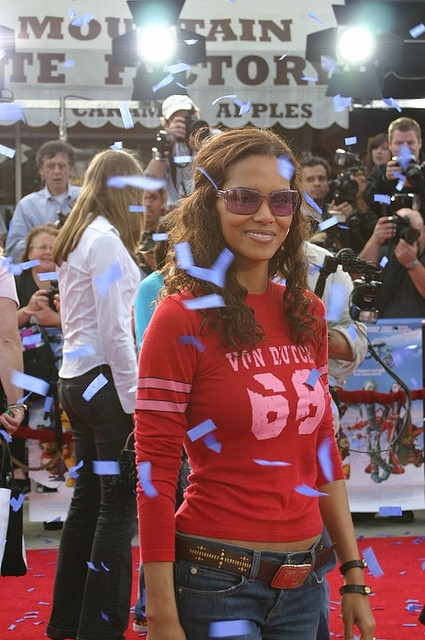
На Червоній доріжці після виходу фільму Роботи, 2005

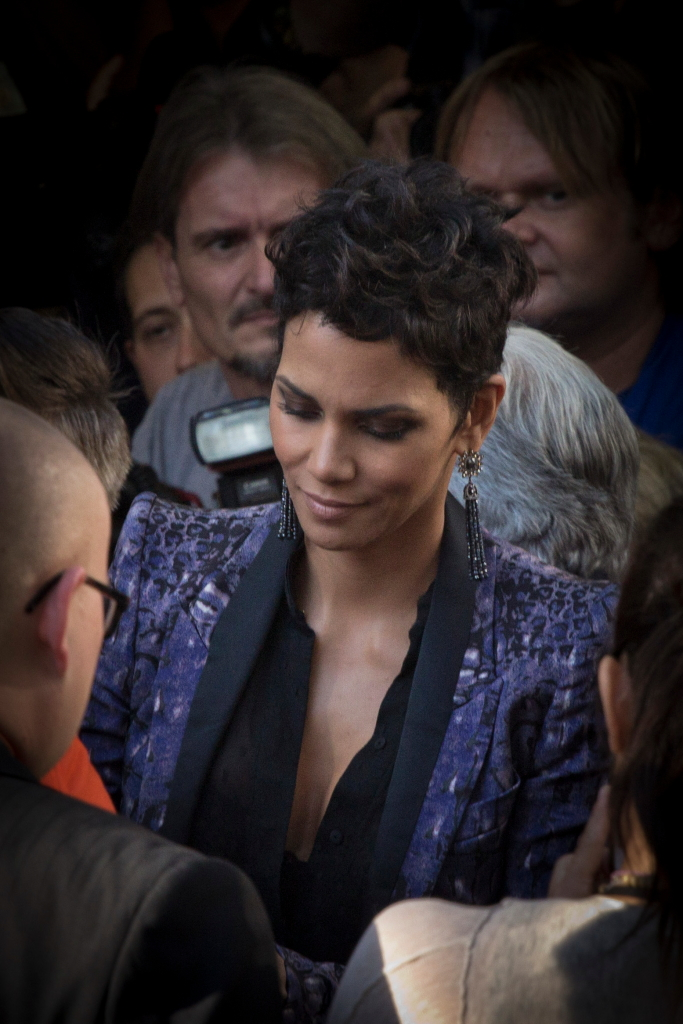
На прем‘єрі фільму Хмарний атлас, Toronto International Film Festival, 2012

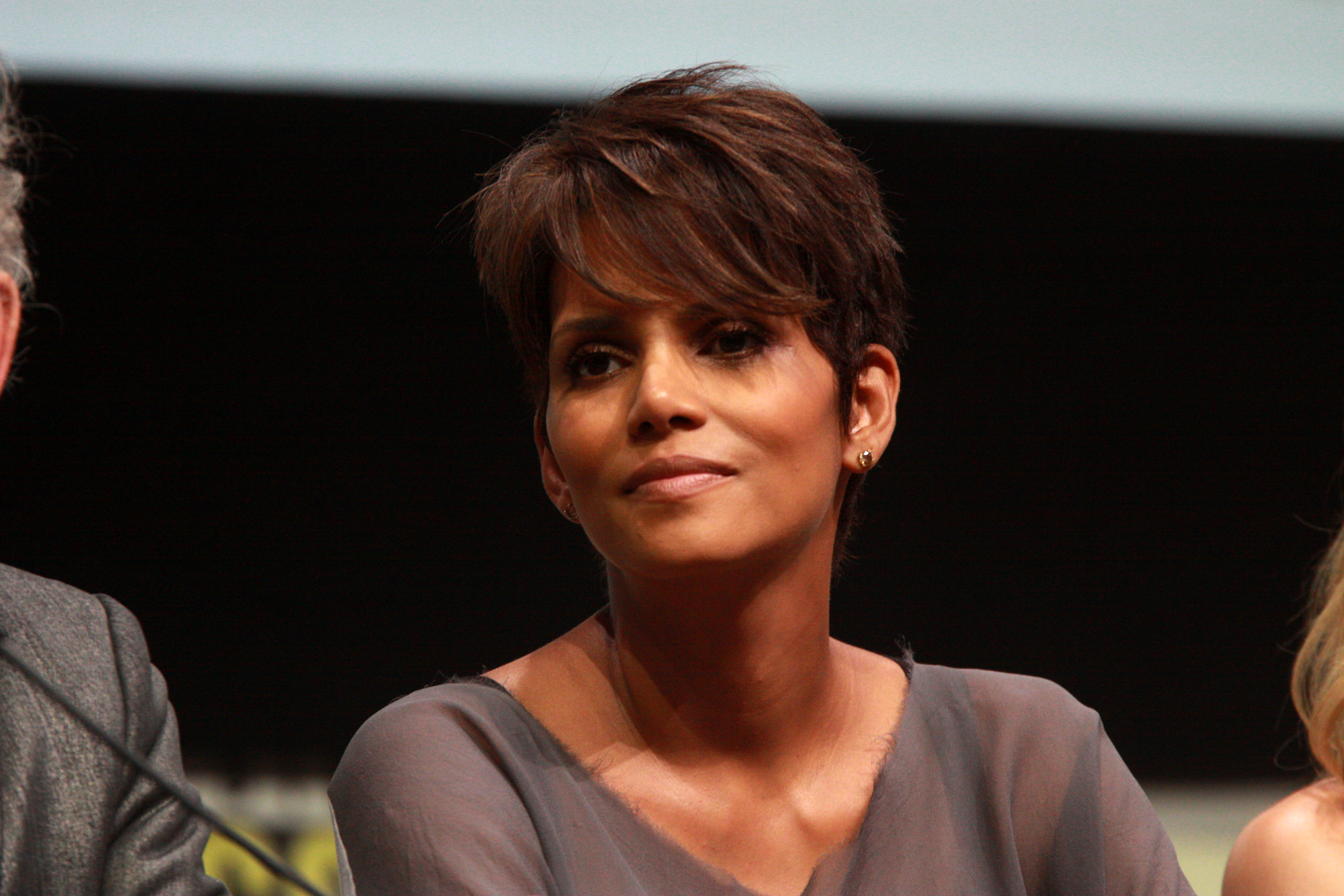
Геллі Беррі презентує фільм Люди Ікс: Дні минулого майбутнього на San Diego Comic Con, 2013

Зіграла мутантку-супергероїню Шторм у фільмі-адаптації відомих коміксів «Люди Ікс» (2000), а також у сиквелах «Люди Ікс 2» (2003) та «Люди Ікс: Остання битва» (2006). У 2001 році з'явилася у фільмі «Пароль „Риба-меч“», де вперше знялася оголеною.
В листопаді 2003 року виконувала головну роль у психологічному трилері «Готика» разом з Робертом Дауні молодшим. Також з'явилася в кліпі гурту Limp Bizkit на пісню Behind Blue Eyes, саундтреку до фільму. Того ж року журнал «FHM» вибрав Голлі Беррі № 1 у списку «100 найсексуальніших жінок світу». У 2004 році Беррі зайняла 4-те місце в списку «100 найсексуальніших акторок усіх часів» за версією журналу «Empire magazine».
Беррі отримала $12,5 мільйонів за головну роль у фільмі «Жінка-кішка» з бюджетом $100 мільйонів, який зібрав першого вікенду $17 мільйонів. За цю роботу вона, однак, була нагороджена «Золотою малиною» як «Найгірша акторка» у 2005 році. На цій церемонії Беррі з'явилася особисто, ставши всього лише другою акторкою в історії премії, яка це зробила. Пізніше вона з'явилася в спродюсованому Опрою Вінфрі телефільмі «Їх очі бачили Бога» (2005), екранізації новели Зори Ніл Гарстон, де зіграла Джені Кроуфорд, розкуту жінку, сексуальні вподобання якої вразили її сучасників 1920-х у невеликій громаді. За цю роль вона була номінована на «Еммі». І в тому ж році Беррі озвучила робота Каппі в мультфільмі «Роботи».
Геллі Беррі була однією з найвисокооплачуваніших акторок у Голлівуді, отримуючи по $10 мільйонів за фільм. У липні 2007 року вона очолювала список «40-річних красунь» журналу «In Touch». А 3 квітня 2007 року Беррі була ушанована зіркою на Голлівудській алеї слави напроти Театру Кодак за значний внесок у кіноіндустрію.
Беррі багато років є рекламним обличчям компаній Revlon і Versace. В березні 2008 року спільно з компанією Coty, Inc. випустила свій дебютний аромат парфумів Halle by Halle Berry. У 2010 році Беррі випустила другий аромат Pure Orchid.
У 2010 році в 14-те потрапила до списку журналу «People» «Найкрасивіші знаменитості — 2010».

## Особисте життя
У 1993-1997 роки Геллі була одружена з бейсболістом Девідом Джастісом.
У 2001-2005 роки Геллі була одружена з музикантом Еріком Бене.
У 2005-2010 роки Геллі полягала у фактичному шлюбі з фотомоделлю Гебрієлом Обрі. Колишня пара має доньку — Нала Аріела Обрі (нар.16.03.2008). 30 грудня 2010 року Обрі звернувся до суду з проханням про визнання його батьком Нали, і навіть отримання фізичної та юридичної опіки.
У 2013-2016 роках Геллі була одружена з актором Олів'є Мартінесом. 5 жовтня 2013 року в подружжя народився син Масео Роберт Мартінес.
У вересні 2000 року Беррі потрапила на сторінки американських таблоїдів, проїхавши перехрестя на червоне світло, зіткнувшись з іншим автомобілем і втікши з місця події.
Геллі Беррі далека родичка Марка Волберга та Еллен Дедженерес.

## Фільмографія

### Кінофільми
| Рік  |    | Українська назва                   | Оригінальна назва           | Роль                               |
| ---- | -- | ---------------------------------- | --------------------------- | ---------------------------------- |
| 1991 | ф  | Тропічна лихоманка                 | Jungle Fever                | Вів'єн                             |
| 1991 | ф  | Суто бізнес                        | Strictly Business           | Вів'єн                             |
| 1991 | ф  | Останній бойскаут                  | The Last Boy Scout          | Корі                               |
| 1992 | ф  | Бумеранг                           | Boomerang                   | Анджела Льюїс                      |
| 1993 | ф  | СіБі 4: Реп за ґратами             | CB4                         | камео                              |
| 1993 | ф  | Програма                           | The Program                 | Отем Хейлі                         |
| 1993 | ф  | Відчайдушний тато                  | Father Hood                 | Кетлін Мерсер                      |
| 1994 | ф  | Флінстоуни                         | The Flintstones             | міс Шерон Стоун                    |
| 1995 | ф  | Справа Ісаї                        | Losing Isaiah               | Гейла Річардс                      |
| 1996 | ф  | Наказано знищити                   | Executive Decision          | стюардеса Джин                     |
| 1996 | ф  | Біжучи за сонцем                   | Race the Sun                | міс Сандра Бічер                   |
| 1996 | ф  | Дружина багатія                    | The Rich Man's Wife         | Джозі Потенца                      |
| 1997 | ф  | Чорношкірі американські принцеси   | B*A*P*S                     | Нісі                               |
| 1998 | ф  | Булворт                            | Bulworth                    | Ніна                               |
| 1998 | ф  | Чому дурні закохуються             | Why Do Fools Fall In Love   | Зола Тейлор                        |
| 1998 | ф  | Ласкаво просимо в Голлівуд         | Welcome to Hollywood        | камео                              |
| 2000 | ф  | Люди Ікс                           | X-Men                       | Ороро Монро / Шторм                |
| 2001 | ф  | Пароль «Риба-Меч»                  | Swordfish                   | Джинджер Ноулз                     |
| 2001 | ф  | Бал монстрів                       | Monster's Ball              | Летиція Масґроув                   |
| 2002 | ф  | Помри, але не зараз                | Die Another Day             | Джисінта «Джинкс» Джонсон          |
| 2003 | ф  | Люди Ікс 2                         | X-Men 2                     | Ороро Монро / Шторм                |
| 2003 | ф  | Готика                             | Gothika                     | Міранда Грей                       |
| 2004 | ф  | Жінка-кішка                        | Catwoman                    | Пейшенс Філліпс / Жінка-кішка      |
| 2005 | мф | Роботи                             | Robots                      | Каппі (озвучення)                  |
| 2006 | ф  | Люди Ікс: Остання битва            | X-Men: The Last Stand       | Ороро Монро / Шторм                |
| 2007 | ф  | Ідеальний незнайомець              | Perfect Stranger            | Ровена Прайс                       |
| 2007 | ф  | Те, що ми втратили у вогні         | Things We Lost in the Fire  | Одрі Берк                          |
| 2010 | ф  | Френкі та Еліс                     | Frankie & Alice             | Френкі / Еліс                      |
| 2011 | ф  | Старий Новий рік                   | New Year's Eve              | Емі                                |
| 2012 | ф  | Заклинателька акул                 | Dark Tide                   | Кейт Метісон                       |
| 2012 | ф  | Хмарний атлас                      | Cloud Atlas                 | Іокаста Ейрз / Луїза Рей / Меронім |
| 2013 | ф  | Фільм 43                           | Movie 43                    | Емілі (сегмент "Truth Or Dare")    |
| 2013 | ф  | Виклик за тривогою                 | The Call                    | Джордан Тернер                     |
| 2014 | ф  | Люди Ікс: Дні минулого майбутнього | X-Men: Days of Future Past  | Ороро Монро / Шторм                |
| 2017 | ф  | Викрадення                         | Kidnap                      | Кара Дайсон                        |
| 2017 | ф  | Кінги: Банди Лос-Анджелеса         | Kings                       | Міллі Данбар                       |
| 2017 | ф  | Кінгсман: Золоте кільце            | Kingsman: The Golden Circle | Джинджер                           |
| 2019 | ф  | Джон Уік 3                         | John Wick: Chapter 3        | Софія                              |
| 2020 | ф  | Синці                              | Bruised                     | Джекі Джастіс                      |
| 2022 | ф  | Падіння Місяця                     | Moonfall                    | Джо Фаулер                         |
| 2023 | ф  | Матір (невипущений)                | The Mothership              | Сара Морс                          |
| 2024 | ф  | Спілка                             | The Union                   | Роксана                            |
| 2024 | ф  | Хижий ліс                          | Never Let Go                | Момма                              |
| 2026 | ф  | Злочин 101                         | Crime 101                   |                                    |

### Телебачення
| Рік       |    | Українська назва                  | Оригінальна назва             | Роль                                           |
| --------- | -- | --------------------------------- | ----------------------------- | ---------------------------------------------- |
| 1989      | с  |                                   | Living Dolls                  | Емілі Франклін (12 епізодів)                   |
| 1991      | с  | Амінь                             | Amen                          | Клер (Епізод: "Unforgettable")                 |
| 1991      | с  | Інший світ                        | A Different World             | Жаклін (Епізод: "Love, Hillman-Style")         |
| 1991      | с  | Вони прийшли з далекого космосу   | They Came from Outer Space    | Рене (Епізод: "Hair Today, Gone Tomorrow")     |
| 1991      | с  | Тиха пристань                     | Knots Landing                 | Деббі Портер (6 епізодів)                      |
| 1993      | с  | Королева                          | Alex Haley's Queen            | Королева Джексон Хейлі (3 епізоди)             |
| 1995      | тф | Соломон і цариця Савська          | Solomon & Sheba               | Ніхала / цариця Савська                        |
| 1997      | с  | World Music Awards                | World Music Awards            | ведуча                                         |
| 1998      | с  | Фрейзер                           | Frasier                       | Бетсі (Епізод: "Room Service")                 |
| 1999      | тф | Познайомтесь із Дороті Дендрідж   | Introducing Dorothy Dandridge | Дороті Дандрідж                                |
| 2003      | с  | Суботнього вечора в прямому ефірі | Saturday Night Live           | гість (Епізод: "Halle Berry / Britney Spears") |
| 2005      | тф | Їхні очі бачили Бога              | Their Eyes Were Watching God  | Джекі Старкс                                   |
| 2011      | мс | Сімпсони                          | The Simpsons                  | Геллі Беррі (Епізод: "Angry Dad: The Movie")   |
| 2014—2015 | с  | Екстант                           | Extant                        | Моллі Вудз (26 епізодів)                       |

## Нагороди та номінації

### Перемоги
- Премія «Оскар»
  - 2002 — Найкраща жіноча роль (за фільм «Бал монстрів»)[31]
- Золотий глобус
  - 2000 — Найкраща акторка в мінісеріалі чи телефільмі (за фільм «Познайомтесь із Дороті Дендрідж»)
- Премія «Еммі»
  - 2000 — Найкраща акторка в мінісеріалі чи телефільмі (за фільм «Познайомтесь із Дороті Дендрідж»)

### Номінації
- Премія BAFTA
  - 2002 — Найкраща жіноча роль (за фільм «Бал монстрів»)
- Золотий глобус
  - 2002 — Найкраща жіноча роль — драма (за фільм «Бал монстрів»)
  - 2011 — Найкраща жіноча роль — драма (за фільм «Френкі та Еліс»)
- Премія «Еммі»
  - 2005 — Найкраща акторка в мінісеріалі чи телефільмі (за фільм «Їх очі бачили Бога»)